# Can Serra (Vilobí d'Onyar)
Can Serra és un edifici del municipi de Vilobí d'Onyar (Selva) que conserva molt bé la seva fesomia original del segle xvi. Malauradament, la construcció del TAV ha canviat radicalment el seu entorn immediat, ja que el talús d'aquesta obra viària passa a uns 30 m escassos de l'edificació. És un edifici que forma part de l'Inventari del Patrimoni Arquitectònic de Catalunya.

## Descripció
La casa està orientada a migdia i és de dues plantes i golfes, vessants a laterals i cornisa catalana. La façana principal presenta un portal d'arc de mig punt amb grans dovelles. Totes les obertures són quadrangulars amb llinda monolítica, excepte la de la dreta de la planta baixa que és simple. Cal destacar l'escut en relleu de la llinda de la finestra central que representa una serra i porta inscrita la data 1561. La façana de la dreta també té les obertures de pedra, una d'elles era una antiga porta que avui és finestra i porta a la llinda la data inscrita de 1633.
El lateral de ponent mostra una reforma, probablement de finals del segle xix o principis del XX, que habilita l'ala esquerra de la casa en un habitatge independent amb jardí amb tanca de rajol i barana de ferro. Aquesta façana es va transformar totalment substituint les obertures de pedra per obertures simples amb reixa de protecció i, les de la planta baixa, amb motllures d'estil modernista i una teuladeta de ferro sobre el portal d'entrada. La façana es tanca amb un fris recte amb senèfa decorativa que amaga el ràfec de la teulada.
A l'interior es conserva l'estructura i els elements originals. Trobem les portes de pedra, una d'elles amb motiu ornamental de fulla de roure a la llinda, els terres de toves, l'escala de pedra que manté l'espiera circular d'estrella mostrejada i, té set finestres amb festejador de pedra. El forjat s'ha refet amb bigues de formigó. A l'exterior, a la banda dreta hi ha l'era circular, característica de la zona, amb muret de rajols i les dependències de treball distribuïdes al seu voltant i a la part posterior de la casa.

## Història
És un dels masos més antics de Vilobí. A principis del segle XX els amos van reformar una part de la casa com a residència d'estiu amb entrada independent. Havia tingut capella particular però va desaparèixer l'any 1936. Des de fa 38 anys hi ha els masovers de la família Miquel Planella que properament abandonaran la casa.